# 1824 у літературі

## Народились
- 8 січня — Вільям Вілкі Коллінз (англ. William Wilkie Collins), англійський письменник (помер у 1889).
- 24 червня — Агнеса Ангальт-Дессау, принцеса Ангальт-Дессау з династії Асканії, письменниця.
- 27 липня — Александр Дюма (син), французький письменник (драматург, прозаїк, поет).
- Антоніо Гісланцоні
- Бранко Радичевич
- Віктор Балаге
- Вілем Душан Лямбль
- Георгій Стойков Раковський
- Жадовська Юлія Валер'янівна
- Зиґмунт Венцлевський
- Зиґмунт Мілковський
- Лобода Віктор Васильович
- Лоріс-Меліков Михайло Таріелович
- Матія Мразович
- Модхушудон Дотто
- Стасов Володимир Васильович
- Сюй Гу
- Ушинський Костянтин Дмитрович
- Фадєєв Ростислав Андрійович
- Франсеск Пі-і-Марґаль
- Франсіско Гонсалес Боканегра
- Шелгунов Микола Васильович
- Щоголів Яків Іванович
- Янко Краль

## Померли
- 19 квітня — Джордж Гордон Байрон (англ. George Gordon Noel Byron), лорд, англійський поет (народився в 1788).
- Ан-Луї Жироде де Русі-Тріозон
- Буддха Лоетла Нафалай (Рама II)
- Жозеф Жубер
- П'єр Буаст
- Фрідріх Август Вольф
- Юліян Антонович